# 胡安法昆多基羅加將軍縣
30°48′18″S 66°36′12″W / 30.80500°S 66.60333°W

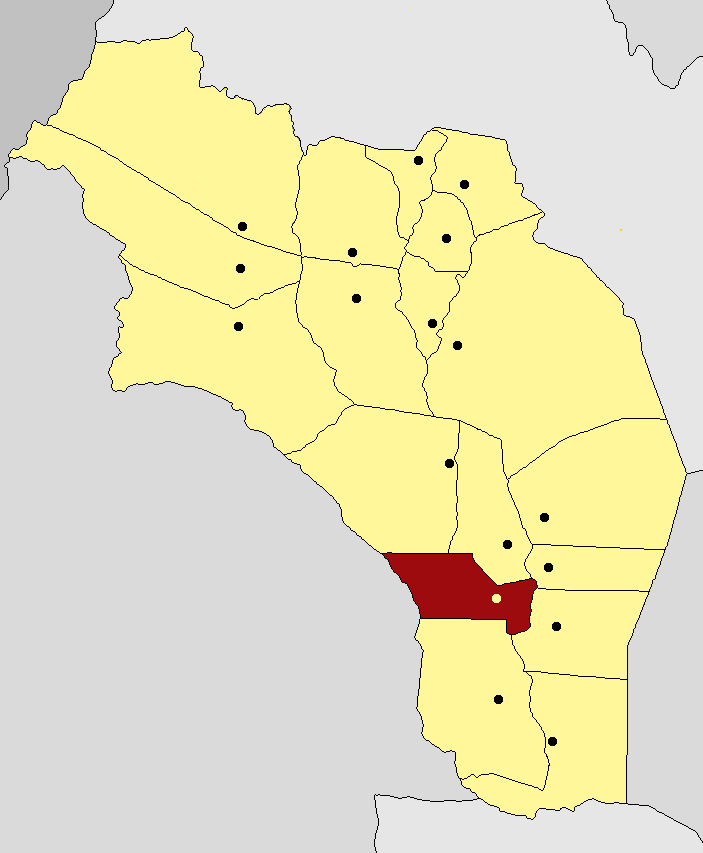

胡安法昆多基羅加將軍縣（西班牙語：Departamento General Juan Facundo Quiroga），是阿根廷的縣份，位於該國西北部拉里奧哈省，首府設於馬拉桑，面積2,585平方公里，2010年人口4,108，人口密度每平方公里1.59人。